# رئاسات الإمبراطورية الإسبانية
الرئاسات العامة (بالإسبانية: capitanías)‏ كانت هي التقسيمات العسكرية والإدارية في أمريكا الإسبانية المستعمرة والفلبين الإسبانية، والتي أنشئت في مناطق معرضة لخطر الغزو الأجنبي أو الهجوم الهندي. يمكن أن تتكون هذه من مقاطعة واحدة فقط، أو قد تجمع عدة مقاطعات معًا. يجب تمييز هذه الرئاسات العامة عن تلك التي أعطيت لجميع الغزاة تقريبًا، والتي كانت قائمة على تقليد أقدم. خلال فترة سقوط الأندلس (الاسترداد)، تم استخدام مصطلح «الرئيس العام» وما شابه ذلك لشاغل المنصب المسؤول عن جميع القوات في منطقة معينة. تم نقل هذا المنصب إلى أمريكا أثناء الاستعمار الإسباني للأمريكيتين وكان يُمنح عادةً إلى جانب الحاكم الوراثي إلى adelantado في البراءات الصادرة عن التاج. شكل هذا سابقة اعترفت بها القوانين الجديدة لعام 1542، لكن التاج ألغى في النهاية جميع الولايات الوراثية في ممتلكاته الخارجية.
مع تعيين حكام معينين خدموا لبضع سنوات فقط، تم إنشاء رئاسات في المناطق التي اعتبرها التاج ضرورية. كانت الرئاسات العامة الجديدة يحكمها ما كان يُطلق عليه أيضًا الرئيس العام، وهذا اللقب وحده هو الذي يستخدمه المؤرخون عادةً. إن لقب الرئيس العام نفسه هو رتبة عسكرية عالية من رتبة ضابط عام، تعادل رتبة مشير، وكذلك لقب حاكم. ومع ذلك، من الناحية العملية، كان هذا الشخص يشغل منصبين متميزين: أحدهما عسكري، والذي يمنحه قيادة القوات الإقليمية («القائد العام»)، ومدنيًا آخر، بما في ذلك رئاسة الأودينسيا، إذا وجدت في عاصمة المحافظة (المحافظ). اختلفت الصلاحيات المحددة لأي حاكم - رئيس عام حسب الزمان والمكان وتم تحديدها في المراسيم المنشئة للرئاسة العامة. سبق تأسيس الرئاسات العامة تأسيس النيابات الملكية، ولكن تم دمجها في الأخيرة عندما تم إنشاء النيابات الملكية في منتصف القرن السادس عشر.
تم فصل بعض الرئاسات العامة، مثل غواتيمالا وتشيلي وفنزويلا في النهاية عن نياباتها الملكية لأغراض إدارة أفضل. ومع أن الحكام - الرؤساء العامين كانوا تحت الولاية الاسمية لنوابهم، إلا أنهم كانوا مستقلين تقريبًا، لأن القانون منحهم وظائف عسكرية خاصة، ونظرَا لبعد مناطقهم عن العاصمة القضائية، فقد تم تفويضهم بالتعامل مباشرة مع الملك ومجلس جزر الهند، في مدريد. تم إحياء المؤسسة لاحقًا كجزء من إصلاحات البوربون. لقد تم تقديم الرئاسات العامة لأول مرة إلى إسبانيا ابتداءً من عام 1713 أثناء حرب الخلافة الإسبانية. بعد خسائر حرب السنوات السبع، أسس ملوك البوربون رئاسات جديدة في عدة مناطق أمريكية، والتي لم تكن موجودة من قبل. وإلى جانب الحكام - الرؤساء العاميين الجدد، قدم البوربون منصب المشرف، للتعامل مع النفقات المدنية والعسكرية.

## الرئاسات الاسبانية
- إسبانيا الجديدة (1524)، تم ترقيتها إلى النيابة الملكية على إسبانيا الجديدة عام 1535.
- بيرو (1528)، تم ترقيتها إلى النيابة الملكية على بيرو عام 1542.
- سانتو دومينغو (1540)
- تشيلي (1541)، التي كانت في الأصل جزءً من النيابة الملكية على بيرو، تم تقسيمها في عام 1789 كرئاسة عامة.
- غواتيمالا (1560)، رُفعت إلى نقيب عام 1609.
- يوكاتان (1564)، والتي تضمنت كامبيتشي وكينتانا رو، إلى جانب ولاية يوكاتان. تمت إضافة مشرف في عام 1786.
- الفلبين (1565)
- غرناطة الجديدة (1563)، تم ترقيتها إلى النيابة الملكية على غرناطة الجديدة في عام 1717.
- بورتوريكو (1580).
- كوبا (1764)، رئاسة عامة شملت إقليم لويزيانا الذي تم الحصول عليه من فرنسا عام 1763 وفلوريدا بعد عام 1784. انفصلت كوبا عن إسبانيا الجديدة عند استقلال الأخيرة، وكذلك المكسيك.
- فنزويلا (1777)، قائد عام انفصلت عن النيابة الملكية على غرناطة الجديدة.
- القيادة العامة للمقاطعات الداخلية (1776)، مشابه للرئاسات العامة المستقلة تمامًا، ولكنها تعتمد ماليًا على إسبانيا الجديدة.